# 오징어 소녀
오징어 소녀(イカ娘)는 《침략! 오징어 소녀》에 등장하는 여주인공이다.

## 소개
이 작품의 여주인공으로 자칭은 바닷가를 더럽히는 인간들 때문에 자신의 고향인 바다가 더럽혀진다는 사실을 견딜 수가 없어서 바다를 지키려고 인간들에게 복수하기 위해 심해로부터 지상으로 온 미소녀.

## 특징
신장은 135cm이고, 체중은 불명이지만 그 팔찌로 자기가 원하는 대로 조절 가능하다. 나이 또한  불명이지만 외관상으로는 13~14세 정도로 보인다. 머리에 쓴 오징어의 몸과 닮은 모양의 흰 모자는 신체의 일부로 벗겨지면 죽는다는 말이 있다. ‘오징어 소녀’는 종족명임과 동시에 그녀 자신의 고유명이기도 하다. 동족이 있는지는 알 수 없으나 오징어 모양의 모자를 쓰고 있으면 그녀로부터 동포 취급을 받는다.  인간은 걸리지 않는 불치병에 걸리기도 한다.

## 지식/지능
처음 지상에 올라왔을 때부터 일본어를 능숙하게 사용하게 된다.

## 능력
그 재생력이 아주 뛰어나 잘려 나가도 다음 날이면 원래대로 돌아오지만 알렉스나 다람쥐에게 물려 아파하는 경우가 있었고 일시적으로 움직일 수 없게 되자 쇼크를 받게 된다.
사람처럼 손을 계속 사용하다 보니 손을 쓰는 데도 금방 익숙해진다.
입에서 오징어 먹물을 뿜어낼 수 있지만 피 대신에 나오기도 하지만 일정량을 넘어가면 초췌해져 버린다.
그 원리를 이용하여 온 몸에서 빛을 낼 수 있다.

## 취향
좋아하는 음식은 새우와 고기. 취미는 TV 시청과 컴퓨터 게임. TV는 일기 예보·홈쇼핑 프로그램 등 거의 무엇이든지 즐겨 본다.

## 주변관계
아이들에게 인기가 많고 타케루의 친구들과 노는 일이 많다. 또‘레몬’에서는 서빙 담당으로 일하는 동시에 아이나 남자 손님을 불러모으는 인기인의 역할을 하고 있다. 남자 손님이 말하길 "신선해서 귀엽다". 또 ‘레몬’ 한정의 캐릭터 상품화가 된 적도 있다.

## 그 외
주위 사람보다 키가 작은 것을 고민한 적이 있다. 침략 행위에는 영업 시간이 있는 것 같다(낮 시간 한정).